# Калам, Клод
Клод Калам (Claude Calame, род. 10.09.1943, Лозанна) — швейцарский эллинист, историк и антрополог. Профессор.
Учился в Италии и Лозанне, получил в университете последнего степень бакалавра в 1966 году, а затем учился в Париже в Высшей школе социальных наук (EHESS) и в Лондоне в Университетском колледже. Докторскую степень получил в Лозаннском университете в 1977 году за исследование о поэзии Алкмана. В 1981-2 гг. на полевых исследованиях в Папуа — Новой Гвинее.
В 1970-4 годах преподаватель греческого Урбинского университета. В 1975-84 гг. профессор классических языков колледжа в Лозанне. В 1976-81 гг. президент Швейцарской ассоциации семиотики. В 1984—2003 гг. профессор греческого языка и литературы Лозаннского университета, возглавлял межфакультетскую кафедру истории и религиоведения, ныне почётный профессор.
В 1991/2 гг. приглашённый рук-ль (directeur d'études) по религиеведению в EHESS. В 1992 году приглашённый исследователь в Гарварде. В 1993-4 гг. профессор Университета Лилль III. В 1994-7 гг. работал в Лозеанне. В 1997 году сотрудник Института перспективных исследований в Принстоне. В 1998 году приглашённый профессор в Йеле.
В настоящее время эмерит-руководитель (directeur d'études) в Высшей школе социальных наук в Париже (с 2001 года, затем эмерит) и младший н. с. Центра имени Л. Гернета в Париже.
В 2005 году приглашённый профессор в Италии.
Женат с 1986 года, дети.

## Работы
- Les Chœurs de jeunes filles en Grèce archaïque, 2 vols. (Rome: L'Ateneo and Bizzarri), 1977. (на основе докторского исследования) (на англ. 1996; 2-е изд. 2001)
- Alcman. Texte critique, témoignages, traduction et commentaire, Roma, 1984.
- Qu’est-ce que la mythologie grecque ?, Paris, Gallimard, 2015. ISBN 978-2-0704-4578-3